# Epiphragma fuscoterminale
Epiphragma fuscoterminale är en tvåvingeart som beskrevs av Alexander 1948. Epiphragma fuscoterminale ingår i släktet Epiphragma och familjen småharkrankar. Inga underarter finns listade i Catalogue of Life.